# RBFOX1
RBFOX1‏ (RNA binding fox-1 homolog 1) هوَ بروتين يُشَفر بواسطة جين RBFOX1 في الإنسان.